# Patalene pappiaria
Patalene pappiaria là một loài bướm đêm trong họ Geometridae.